# Marwitz (Familienname)
Marwitz ist ein deutscher Familienname.

## Namensträger
- Alexander von der Marwitz (1787–1814), preußischer Offizier
- Alexander Magnus von der Marwitz (1668–1726), preußischer Generalmajor
- Behrendt Friedrich August von der Marwitz (1740–1793), preußischer Kammerherr und Hofmarschall
- Bernd von der Marwitz (1661–1726), preußischer Generalmajor sowie Erbherr auf Leine
- Bernhard Meyer-Marwitz (1913–1982), deutscher Verleger und Publizist
- Bernhard von der Marwitz (1824–1880), preußischer Landrat und Politiker
- Bodo von der Marwitz (1893–1982), deutscher Politiker, Gutsbesitzer und Ehrenkommendator des Johanniterordens
- Bruno Marwitz (1870–1939), deutscher Rechtswissenschaftler und Rechtsanwalt
- Christa von der Marwitz (1918–2015), deutsche Autorin, Wirtschaftskorrespondentin
- Christian von der Marwitz (1705–1775), preußischer Landrat
- Christian August von der Marwitz (1736–1800), königlich preußischer Generalmajor
- David von der Marwitz (1649–1707), preußischer Generalmajor
- Friedrich August Ludwig von der Marwitz (1777–1837), preußischer Generalleutnant und Politiker
- Friedrich Wilhelm von der Marwitz (1639–1716), preußischer Generalmajor und Kommandant der Festung Oderberg
- Friedrich Wilhelm Siegmund von der Marwitz (1726–1788), preußischer Generalmajor und Chef eines Infanterieregiments
- Georg Marwitz, Besitzer der Dresdner Gardinenmanufaktur
- Georg von der Marwitz (1856–1929), preußischer Kavalleriegeneral
- Georg Wilhelm von der Marwitz, preußischer Major, Quartiermeisterlieutenant und Flügeladjutant
- Gustav Ludwig von der Marwitz (1730–1797), preußischer General
- Hans-Georg von der Marwitz (* 1961), Mitglied des Bundestages (CDU) und Landwirt
- Heinrich Karl von der Marwitz (1680–1744), preußischer General
- Herbert Marwitz (Kunsthändler) (1884–1952), deutscher Kunsthändler und Hochstapler
- Herbert Marwitz (Archäologe) (1915–2000), deutscher Archäologe
- Hermann von der Marwitz (1814–1885), preußischer Landrat
- Jan Marwitz (1915–1991), niederländischer Schachkomponist
- Joachim von der Marwitz (1603–1662), brandenburgischer Hofbeamter und Soldat
- Johann Friedrich Adolf von der Marwitz (1723–1781), preußischer General
- Johannes Nepomuk von der Marwitz (1795–1886), Bischof von Kulm
- Kaspar Heinrich von der Marwitz (1865–1945), deutscher Verwaltungsbeamter und Versicherungsmanager
- Kurt August von der Marwitz (1737–1808), preußischer Generalmajor
- Kurt Hildebrand von der Marwitz (1641–1701), kurbrandenburgischer Generalleutnant und Gouverneur von Küstrin
- Michael Marwitz (* 1956), deutscher Schauspieler
- Otto Sigismund Albrecht Alexander von der Marwitz (1746–1819), königlich preußischer Generalmajor
- Peter-Alexander von der Marwitz (* 1955), deutscher Politiker
- Ralf von der Marwitz (1888–1966), deutscher Marineoffizier, Vizeadmiral und Marineattaché
- Reinhard von der Marwitz (1946–1995), deutscher Journalist, Gastronom, LGBTIQ-Aktivist
- Robert von der Marwitz (1837–1897), deutscher Verwaltungsbeamter und Parlamentarier
- Roland Marwitz (1896–1961), deutscher Schriftsteller, Schauspieler und Dramaturg
- Siegmund von der Marwitz (1586–1660), brandenburgischer Hofbeamter
- Theodor von Marwitz († 1690), deutscher Naturforscher
- Walter von der Marwitz (1880–1945), deutscher Verwaltungsjurist, Landrat in Stolp
- Wilhelmine Dorothee von der Marwitz (1718–1787), Mätresse des Markgrafen Friedrich III. von Brandenburg-Bayreuth